# 卡塔赫纳 (哥伦比亚)
卡塔赫纳是位于哥伦比亚西北部加勒比海沿岸的一座海港城市，也是玻利瓦爾省的首府。
根據 2018 年的人口普查，卡塔赫纳人口為 1,028,736，使其成為該地區的第二大城市，僅次於巴蘭幾亞，目前則是哥倫比亞的第五大城市。經濟活動包括海運、石化工業以及旅遊業。
卡塔赫纳的城市成立於1533年6月1日，不過周圍地區的各種原住民的定居可追溯到公元前4000年前。在西班牙殖民時期，卡塔赫納在西班牙帝國的管理和擴張下發揮了關鍵作用。成為當時哥伦比亚的政治、教會和經濟活動的中心。在1984年，卡塔赫納的殖民地城牆和堡壘被聯合國教科文組織列為世界文化遺產。
此外，該城市也是1741年詹金斯的耳朵戰爭期間，印度群岛的卡塔赫納戰役的發生地。

## 名稱
市名卡塔赫納是為了紀念西班牙的同名城市。而西班牙的卡塔赫納又源自於古迦太基建立的聚落「新迦太基」（Nueva Cartago）。

## 歷史

### 前哥倫布時代

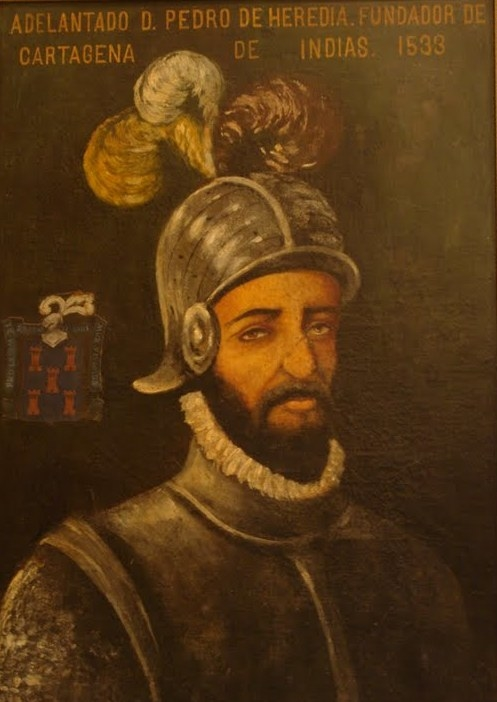
佩德罗·德·埃雷迪亚（Pedro de Heredia），他於1533 年創立了卡塔赫納。

在加勒比海的沿岸地區，特別是從錫努河三角洲到卡塔赫納灣的地區發展出了霍爾米加港文化，這似乎是哥倫比亞最早記載的人類社區。考古學家估計，大約在公元前4000年前，該地區就已形成文化，在這個地區，考古學家發現了美洲最古老的陶瓷製品，人們認為該地區原始社會繁衍的主要原因是相對溫和的氣候和豐富的野生動植物，使狩獵居民過上了舒適的生活。
在大約1500年前，即西班牙殖民之前，該地區居住著來自卡里布語，馬里布語和阿拉瓦克語，等加勒比語言家族的不同部落。

### 殖民時期

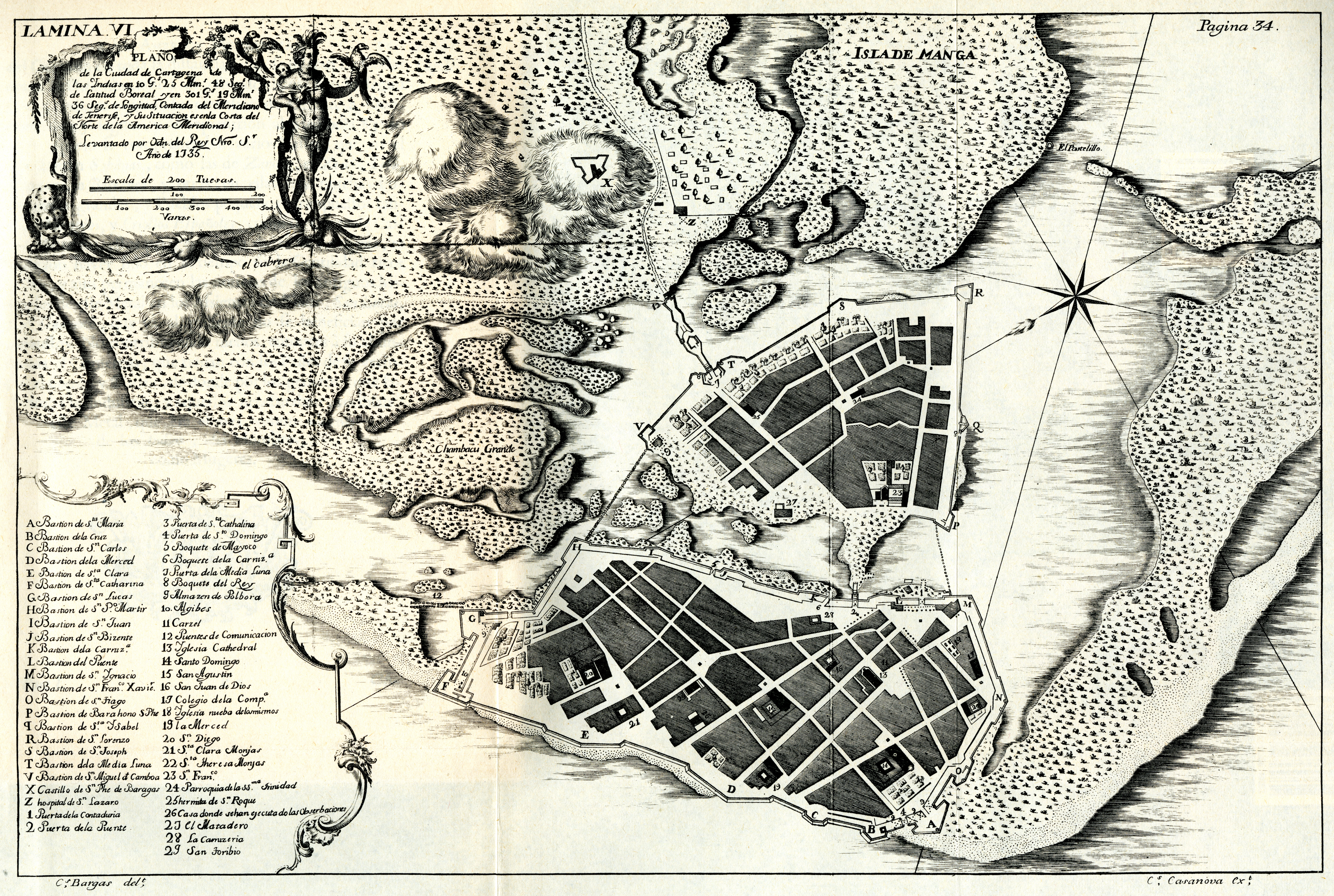
1735年的卡塔赫纳地圖

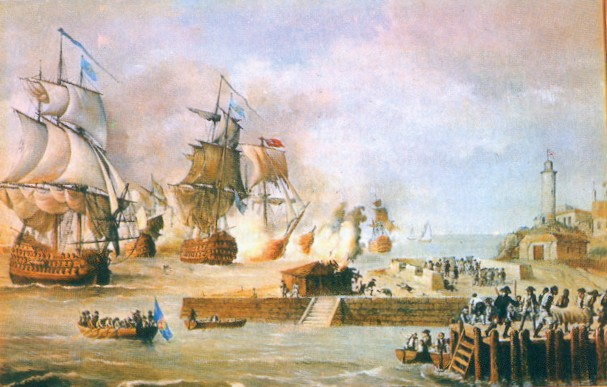
1741年印度卡塔赫納戰役

西班牙探險者大約在1500年左右到達這個地區，並在通過戰爭、勞役、戰利品和疾病徵服當地的奇布查人。1533年6月1日，卡塔赫纳（Cartagena）由西班牙指挥官佩德罗·德·埃雷迪亚（Pedro de Heredia） 在原住民聚落卡拉马里（Calamarí）村庄成立，隨後该市作为从波托西向西班牙出口秘鲁白银的重要轉運港和奴隸市場而逐漸發展，成為殖民地「新格拉納達」的一部分，在西班牙殖民時代，它是美洲最重要的港口之一，也是拉美美洲的第三大城市，因而使其成為各國海盗搶奪的重要目標。
在經歷遭受5次海盜的嚴重圍攻與襲擊後，為了以保护當地的商業物資集散地和市中心，西班牙國王菲利普二世委托胡安·德·特赫達（Juan de Tejeda）设计了一项能保卫加勒比海港口的总体方案，擴建共達11公里的城牆及碉堡的建築工事，這項工程為當時最新的軍事技術，在持續了近兩個世紀後，在軍事工程師安東尼奧·德·阿雷瓦洛 (Antonio de Arévalo) 的主持下直到1796年才完工，也因而凸顯出該城市重要的戰略地位。
18世纪，由于波旁王朝中断了該地區的经济发展，因此卡塔赫纳的经济開始蕭條，然而随着新格拉納達總督轄區的建立帶來有利於貿易的政策，以及与英国的殖民斗争，卡塔赫纳成为了「秘鲁印度群岛的门户」的据点。人口也因此開始增长。1741年4月中旬，在愛德華·弗農海军上将的指挥下，卡塔赫纳遭到大型英国舰队的围攻，然而這場戰鬥對英國人來說是一場災難，憑藉著堅固的碉堡，西班牙士兵以火槍與刺刀抵抗下，估計造成約8,000 到 11,000英國士兵因而傷亡。这项戰役被称为印度卡塔赫納戰役，是詹金斯的耳朵戰爭的一部分。
1777年，根據當時的現代人口普查，此時的卡塔赫纳已有13700名居民，驻军1300名。到了1809年，人口則达到約17,600人。

### 1811 至 21 世紀
隨著卡塔赫纳已經被西班牙统治超过275年，總督轄區帶來的效應增加了城市的經濟和政治力量以及人口加速增長，成為總督轄區最大的城市之一，然而很快拉丁美洲的独立战争也随之而来。 1810年5月，當西班牙南部被拿破崙軍隊攻克的消息傳來，西班牙南美殖民地相繼宣布獨立。卡塔赫納於5月22日建立了市政委員會，其他每個城鎮則都試圖保衛自己的主權。
1815 年 8 月 20 日，卡塔赫納自由州成為西班牙將軍巴勃羅·莫里略（Pablo Morillo）收復運動的目標，他實施了海陸圍攻以制服防禦城牆的叛亂分子，這種情況持續了三個月，叛亂分子因此遭受飢餓、流行病和死亡。而絕望的叛軍決定與西班牙人決一死戰，最終叛軍敗北，卡塔赫納再度歸於西班牙的控制下，由於這一事件，卡塔赫納後來獲得「英雄城市」的稱號，而這場事件也被稱為卡塔赫納圍城戰。
最終在1819年，新格拉納達的獨立份子取得勝利，並在1821年與現厄瓜多、委內瑞拉、巴拿馬組成大哥倫比亞共和國，1821年，最後一任西班牙總督馬里亞諾·蒙蒂利亞黯然離開城市，卡塔赫納是哥倫比亞最後一個從西班牙政府手中解放出來的城市，然而戰爭造成的損失、國內政治秩序的動盪分劇、共和國的瓦解與哥倫比亞的獨立，卡塔赫纳在經歷這些重大事件後遭受了长期的衰落期，許多公共建築已成廢墟，一直到20世纪初人口才达到1811年前的水平。 此外疾病也造成了人口下降，包括第二次霍乱大流行。以及其连接至马格达莱纳河的迪克运河也充满了淤泥导致国际贸易量减少。巴蘭幾亞港口的崛起更加剧影了該地區的經濟蕭條。
直到拉斐爾·努涅斯担任总统期间，中央政府才终于對卡塔赫纳規劃铁路和其他现代化建设，卡塔赫纳才漸漸复兴。20世紀至今，卡塔赫纳則經歷了深刻的經濟、社會、政治和文化轉型階段，一耀而成當前哥倫比亞重要的城市之一，也是哥倫比亞目前旅游、避暑勝地和會議的中心。

## 地理
卡塔赫納位於哥倫比亞北部，西臨加勒比海，所在的地行為典型、崎嶇不平和不規則的沿海地區，南面是卡塔赫納灣，共有兩個出海口：南面的Bocachica（小嘴）和北面的Bocagrande（大嘴）。

### 氣候
卡塔赫納具有熱帶乾濕季氣候。平均濕度約為 90%，雨季通常在 5 月至 6 月和 10 月至 11 月。氣候往往炎熱多風。
| 卡塔赫納(哥倫比亞) 1981–2010                                      | 卡塔赫納(哥倫比亞) 1981–2010 | 卡塔赫納(哥倫比亞) 1981–2010 | 卡塔赫納(哥倫比亞) 1981–2010 | 卡塔赫納(哥倫比亞) 1981–2010 | 卡塔赫納(哥倫比亞) 1981–2010 | 卡塔赫納(哥倫比亞) 1981–2010 | 卡塔赫納(哥倫比亞) 1981–2010 | 卡塔赫納(哥倫比亞) 1981–2010 | 卡塔赫納(哥倫比亞) 1981–2010 | 卡塔赫納(哥倫比亞) 1981–2010 | 卡塔赫納(哥倫比亞) 1981–2010 | 卡塔赫納(哥倫比亞) 1981–2010 | 卡塔赫納(哥倫比亞) 1981–2010 |
| 月份                                                              | 1月                          | 2月                          | 3月                          | 4月                          | 5月                          | 6月                          | 7月                          | 8月                          | 9月                          | 10月                         | 11月                         | 12月                         | 全年                         |
| ----------------------------------------------------------------- | ---------------------------- | ---------------------------- | ---------------------------- | ---------------------------- | ---------------------------- | ---------------------------- | ---------------------------- | ---------------------------- | ---------------------------- | ---------------------------- | ---------------------------- | ---------------------------- | ---------------------------- |
| 历史最高温 °C（°F）                                               | 40.0 (104.0)                 | 38.0 (100.4)                 | 38.0 (100.4)                 | 38.0 (100.4)                 | 40.0 (104.0)                 | 39.8 (103.6)                 | 39.0 (102.2)                 | 38.0 (100.4)                 | 39.6 (103.3)                 | 39.0 (102.2)                 | 40.0 (104.0)                 | 38.0 (100.4)                 | 40.0 (104.0)                 |
| 平均高温 °C（°F）                                                 | 30.6 (87.1)                  | 30.7 (87.3)                  | 30.8 (87.4)                  | 31.2 (88.2)                  | 31.5 (88.7)                  | 31.8 (89.2)                  | 31.8 (89.2)                  | 31.8 (89.2)                  | 31.5 (88.7)                  | 31.2 (88.2)                  | 31.2 (88.2)                  | 30.9 (87.6)                  | 31.2 (88.2)                  |
| 日均气温 °C（°F）                                                 | 26.7 (80.1)                  | 26.8 (80.2)                  | 27.1 (80.8)                  | 27.8 (82.0)                  | 28.3 (82.9)                  | 28.5 (83.3)                  | 28.3 (82.9)                  | 28.4 (83.1)                  | 28.3 (82.9)                  | 28.0 (82.4)                  | 27.9 (82.2)                  | 27.2 (81.0)                  | 27.8 (82.0)                  |
| 平均低温 °C（°F）                                                 | 23.9 (75.0)                  | 24.2 (75.6)                  | 24.8 (76.6)                  | 25.6 (78.1)                  | 25.9 (78.6)                  | 25.9 (78.6)                  | 25.6 (78.1)                  | 25.7 (78.3)                  | 25.6 (78.1)                  | 25.4 (77.7)                  | 25.4 (77.7)                  | 24.6 (76.3)                  | 25.2 (77.4)                  |
| 历史最低温 °C（°F）                                               | 19.0 (66.2)                  | 19.0 (66.2)                  | 19.0 (66.2)                  | 19.5 (67.1)                  | 19.0 (66.2)                  | 19.0 (66.2)                  | 20.0 (68.0)                  | 18.0 (64.4)                  | 18.5 (65.3)                  | 19.0 (66.2)                  | 19.0 (66.2)                  | 18.5 (65.3)                  | 18.0 (64.4)                  |
| 平均降雨量 mm（）                                                 | 1.9 (0.07)                   | 0.5 (0.02)                   | 1.9 (0.07)                   | 22.0 (0.87)                  | 120.3 (4.74)                 | 101.5 (4.00)                 | 119.4 (4.70)                 | 128.9 (5.07)                 | 144.5 (5.69)                 | 238.8 (9.40)                 | 156.9 (6.18)                 | 50.4 (1.98)                  | 1,087 (42.80)                |
| 平均降雨天数                                                      | 0                            | 0                            | 1                            | 4                            | 10                           | 13                           | 11                           | 13                           | 15                           | 16                           | 12                           | 3                            | 98                           |
| 平均相對濕度（％）                                                | 81                           | 79                           | 80                           | 81                           | 82                           | 82                           | 81                           | 82                           | 82                           | 83                           | 83                           | 82                           | 81                           |
| 月均日照時數                                                      | 272.8                        | 240.1                        | 238.7                        | 210.0                        | 192.2                        | 189.0                        | 207.7                        | 198.4                        | 171.0                        | 170.5                        | 186.0                        | 241.8                        | 2,518.2                      |
| 日均日照時數                                                      | 8.8                          | 8.5                          | 7.7                          | 7.0                          | 6.2                          | 6.3                          | 6.7                          | 6.4                          | 5.7                          | 5.5                          | 6.2                          | 7.8                          | 6.9                          |
| 可照百分比                                                        | 75.9                         | 66.6                         | 63.8                         | 56.6                         | 49.3                         | 49.5                         | 52.9                         | 51.4                         | 46.8                         | 46.2                         | 53.2                         | 67.7                         | 56.7                         |
| 来源：Instituto de Hidrologia Meteorologia y Estudios Ambientales |                              |                              |                              |                              |                              |                              |                              |                              |                              |                              |                              |                              |                              |

## 經濟

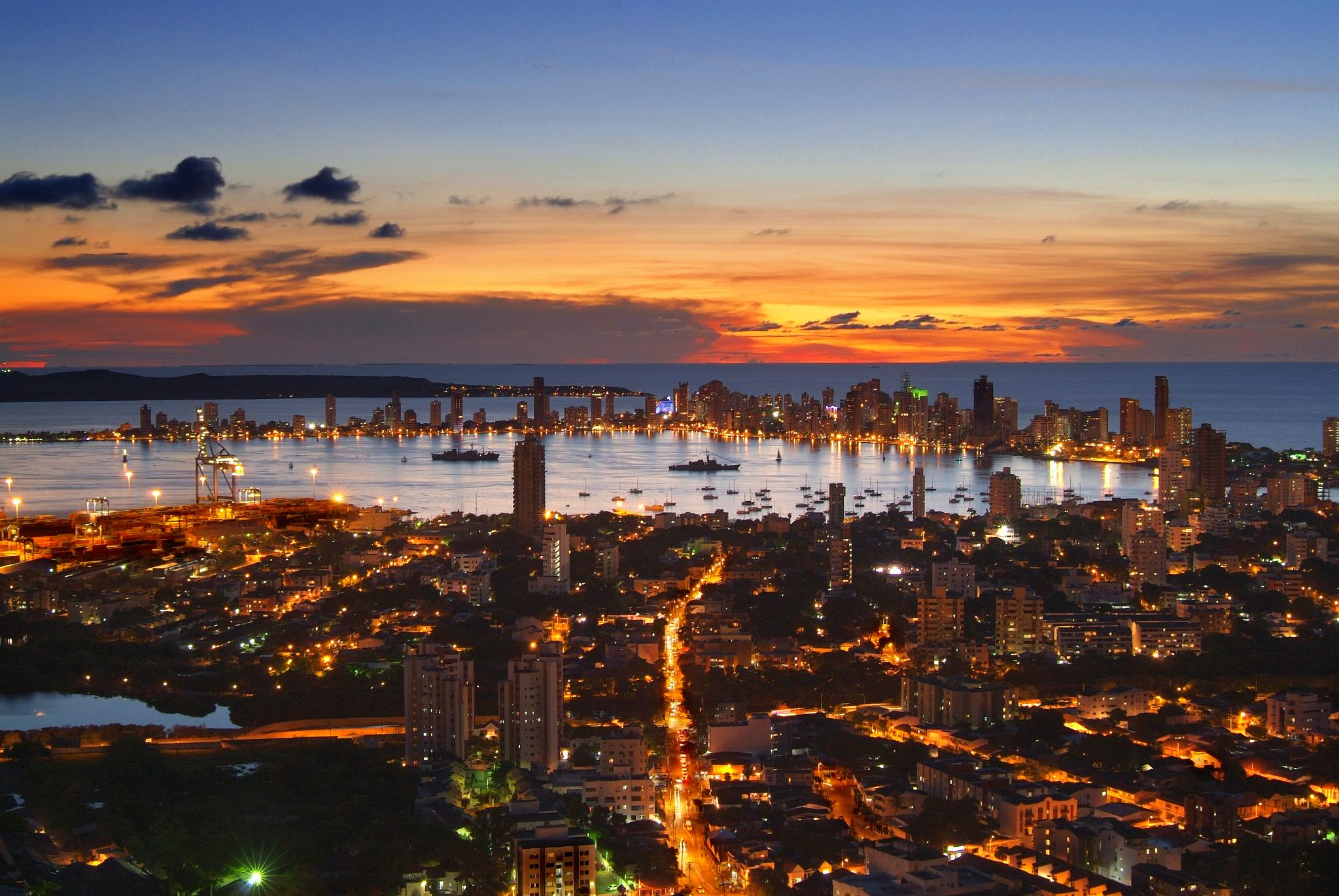
卡塔赫納德印第亞斯灣

卡塔赫納擁有穩固的多元化經濟，主要產業為工業、旅遊業和金融，其中卡塔赫納港是南美洲最大的港口之一。由於其位於加勒比海至加勒比海的戰略位置，近年來在在經濟多元化發展中，卡塔赫納的石油化工、工業產品加工和國際旅遊業相比其他加勒比海城市還要更脫穎而出。
自從21世紀，這座城市也隨著經濟增長而建造大型購物中心到多座摩天大樓，徹底改變了這座城市的面貌。
然而，卡塔赫納也是哥倫比亞當前貧困問題和政治腐敗發生最高的城市之一。根據國家規劃部的數據，卡塔赫納是哥倫比亞第二個貨幣貧困措施最高的城市，僅次於基布多。

## 基礎設施
作為該國的商業和旅遊中心，卡塔赫納擁有眾多交通設施，特別是在海港、航空和河流地區。
2003年，該市開始建設公車捷運系統Transcaribe。並在2015年11月27日啟用，此外出租車也是當地流行的公共交通方式。

### 交通
拉斐爾·努涅斯國際機場位於克雷斯波（Crespo）附近，距市區或城市舊城區有10分鐘的車程，距現代地區僅15分鐘路程。該機場是該國旅客流入量最大的機場之一，也是接待外國旅客數量第二多的機場。

### 港口

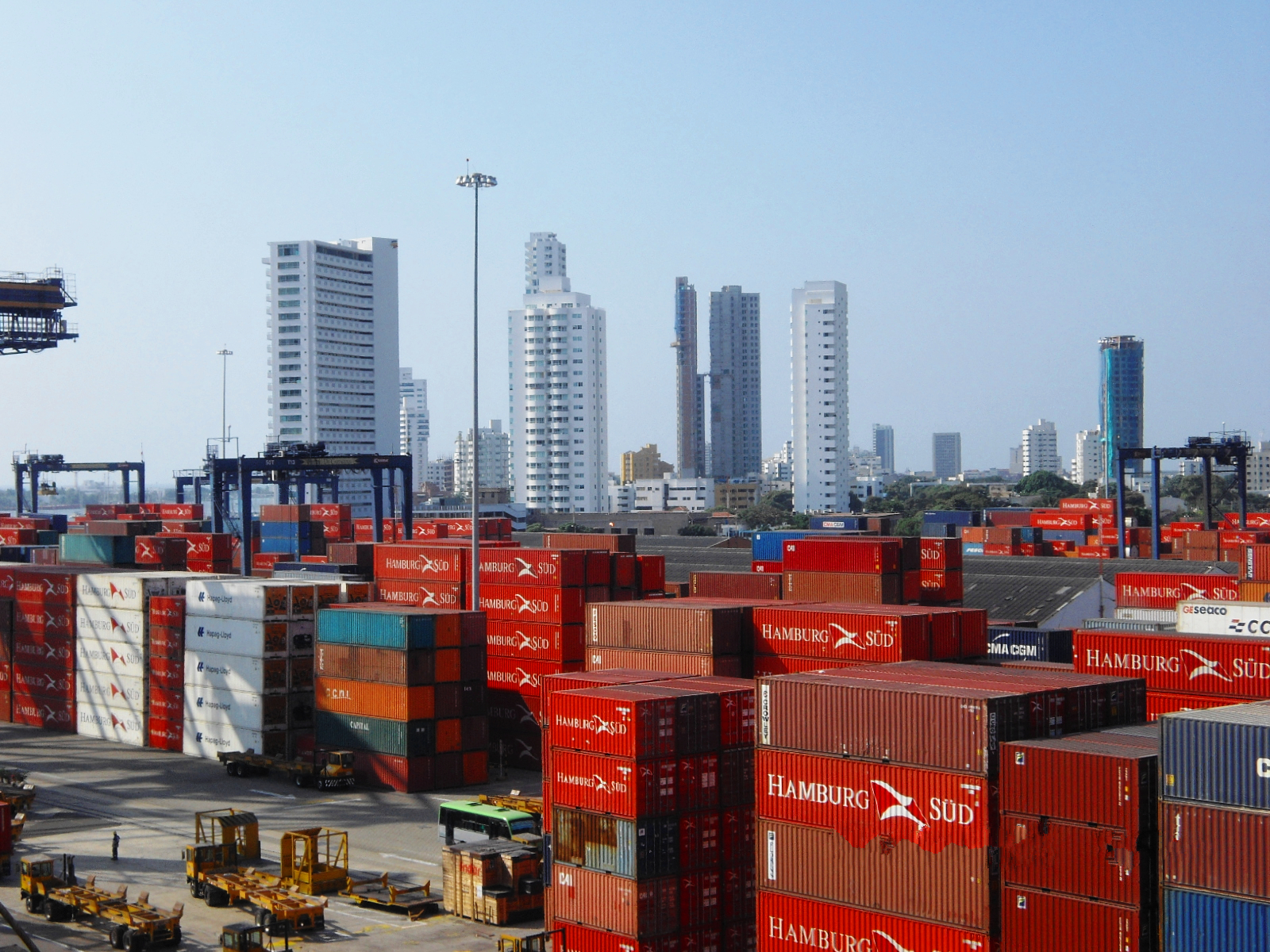
卡塔赫納港

由於卡塔赫納優越的地理位置，該城市擁有哥倫比亞最繁忙的航運系統，2018年，卡塔赫納灣的港口運輸量為2,862,787TEU，在拉丁美洲和加勒比地區的貨櫃吞吐量最大港口中排名第4。

## 體育
卡塔赫納擁有眾多哥倫比亞職業運動隊，其中包含哥倫比亞職業棒球聯盟中表現出色的卡塔赫納印第安人隊（Indios de Cartagena）尤為突出；皇家卡塔赫納是當地的職業足球會，卡塔赫納蟹（Cangrejeros de Bolívar）則是代表哥倫比亞的職業籃球隊之一。
滑浪風帆和風箏衝浪是近年來在卡塔赫納非常流行的水上運動，其他盛行運動是射箭或射箭、擊劍和格鬥，如柔道、跆拳道和空手道等。

## 美食
卡塔赫納的美食以西班牙、現有美洲印第安人和非洲各地的傳統美食融合為基礎，並提供加勒比海地區的大多數典型食物，例如雞蛋肉餡捲餅、carimañola肉餡餅、蝦雞尾酒等海鮮、bean buñuelito、KolaRomán飲料等。
2015 年 7 月 19 日，卡塔赫納成功獲得金氏世界紀錄的認可，製作了歷史上最大的蝦雞尾酒。

## 文化
卡塔赫納目前哥倫比亞和拉丁美洲最重要的旅遊景點之一。由於其自然景點和獨特的歷史，旅遊業成為這座城市的潛在價值，在卡塔赫納舊城的三個街區保存了大量殖民時期的建築物，這些建築物帶有巴洛克、西班牙殖民和新古典主義風格等特色，此外擁有非凡的古老軍事要塞，也是該城市最著名的特色之一。

### 宗教
目前，卡塔赫納的主要宗教為天主教，在西班牙人到來之前，儘管當地原住民受到瑪雅人的影響而信仰多神論，由於書面語言，西班牙編年史家也沒有深入研究，所以在關於宗教習俗方面的資料相當稀少，參考了瑪雅人的習俗
當西班牙人抵達這座城市時，他們建造了不同的教堂，使該城市成為經常被來自其他國家不同教區所居民。該市一些最知名的教堂是聖佩德羅克拉弗教堂、聖多明各教堂、聖羅克教堂、特立尼達教堂等。
西班牙人到達卡塔赫納後，天主教成為當地的宗教。所謂的宗教裁判所的神聖辦公室是由教皇格雷戈里九世於1233年創建的，將其行動擴展到整個歐洲基督教世界。大約在1480 年，天主教君主在整個王國建立了宗教裁判所，將其視為實現國家宗教和政治統一的工具之一，因此在1610年成立了卡塔赫納宗教裁判所。

### 博物館和文化中心
卡塔赫納當前設立如黃金博物館、卡塔赫納現代藝術博物館、拉斐爾努涅斯故居博物館、加勒比海軍博物館、聖佩德羅克拉弗博物館、玻利瓦爾故居博物館、科倫坡阿萊馬納文化故居等一系列展館設施。埃雷迪亞劇院則是該城市最大最有名的表演中心。

### 指定世界遺產
1984年，聯合國教育科學文化組織世界遺產委員會第8屆會議決定將「卡塔赫納的港口、要塞和古跡群」其收入世界遺產名錄，編號第285號，原因如下:
1. 卡塔赫納是 16、17 和 18 世紀軍事建築的傑出典範，同時也是新大陸保存最完整的建築之一。（文化遺產標準四）
2. 卡塔赫納與哈瓦那和聖胡安，是西印度群島路線上的重要一環，該城市符合地理大發現和巨大的商業海上通道的主題。（文化遺產標準六）

## 圖片

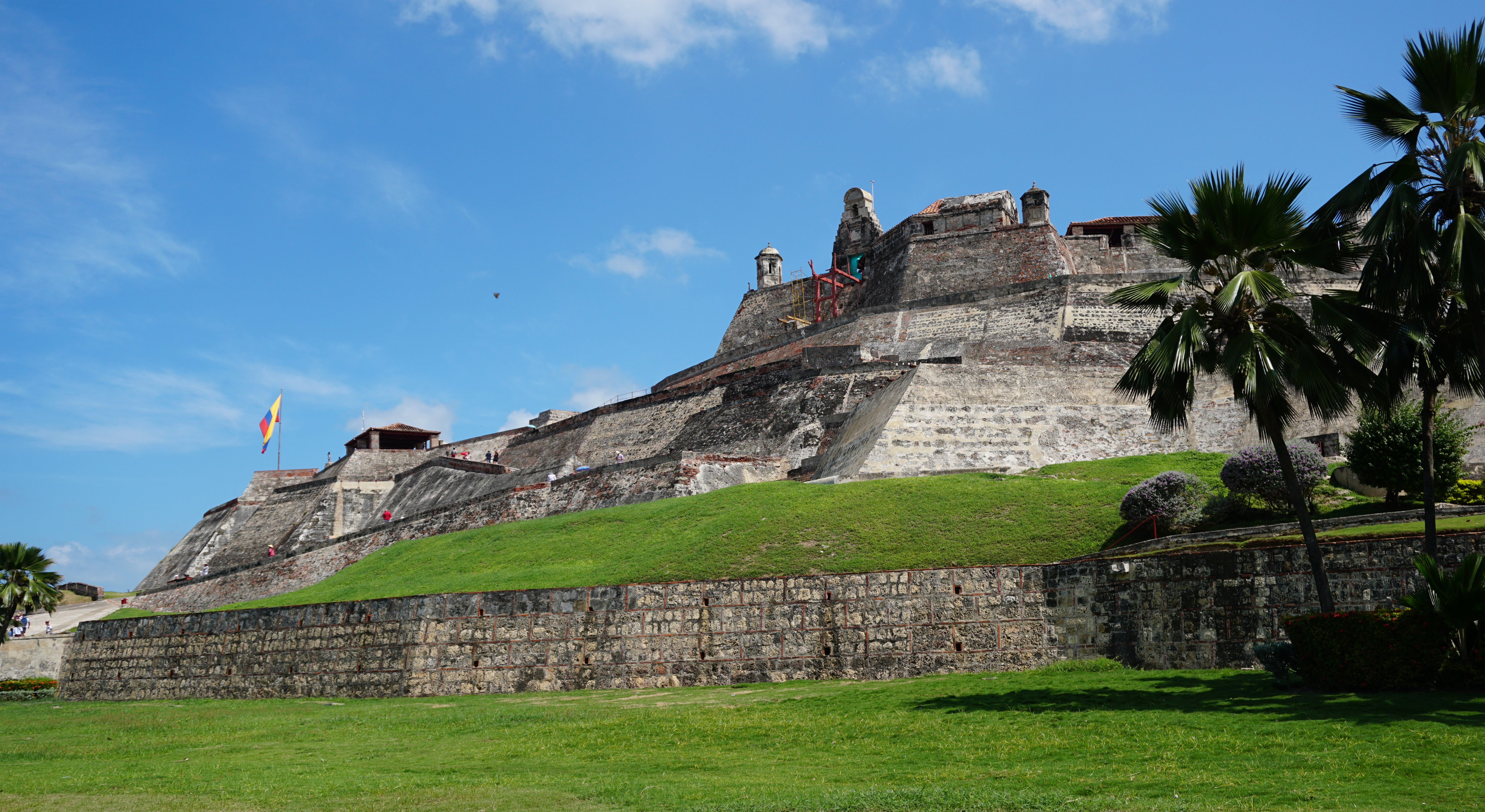
Castillo San Felipe de Barajas（巴拉哈斯城堡）
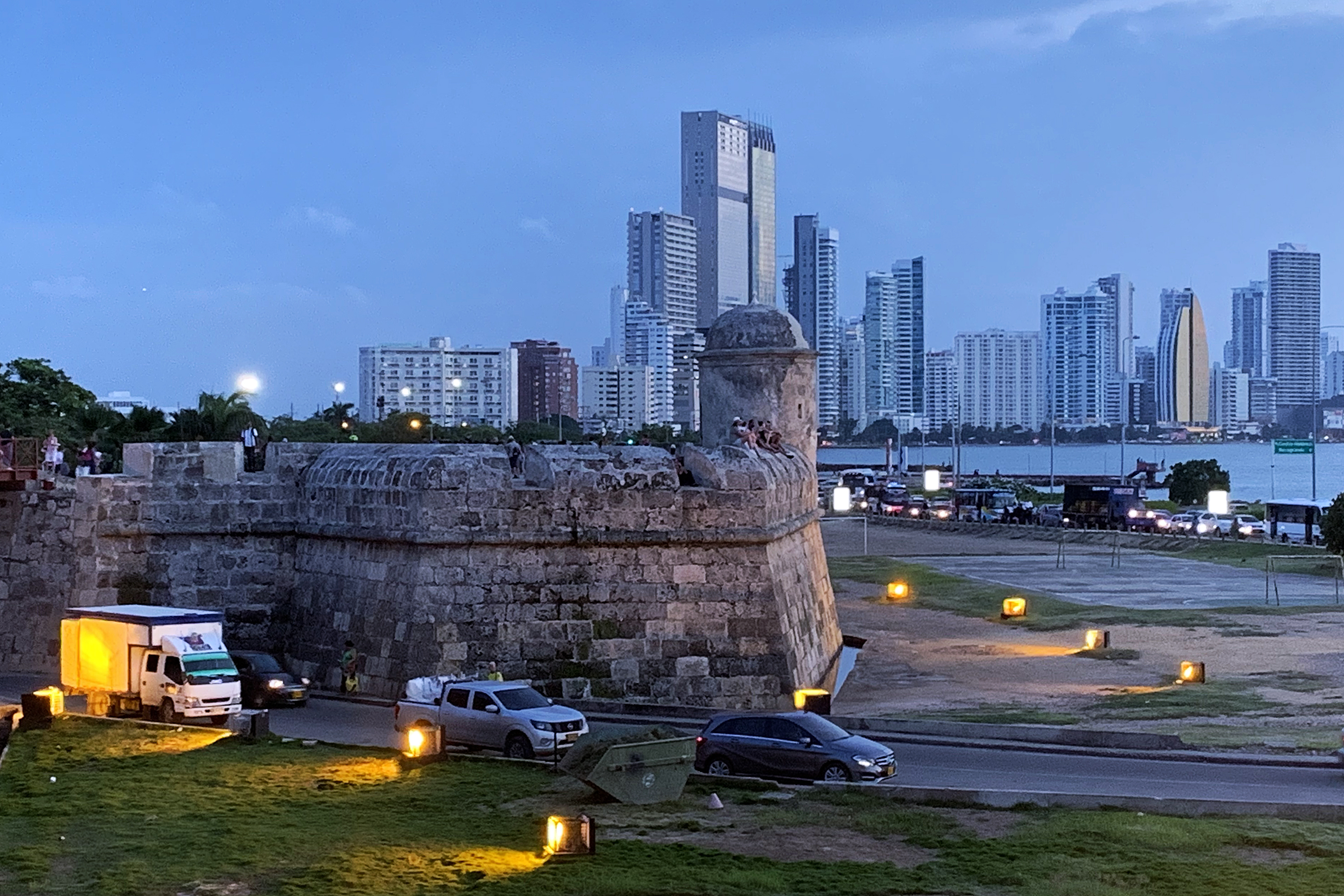
位於港岸旁的要塞
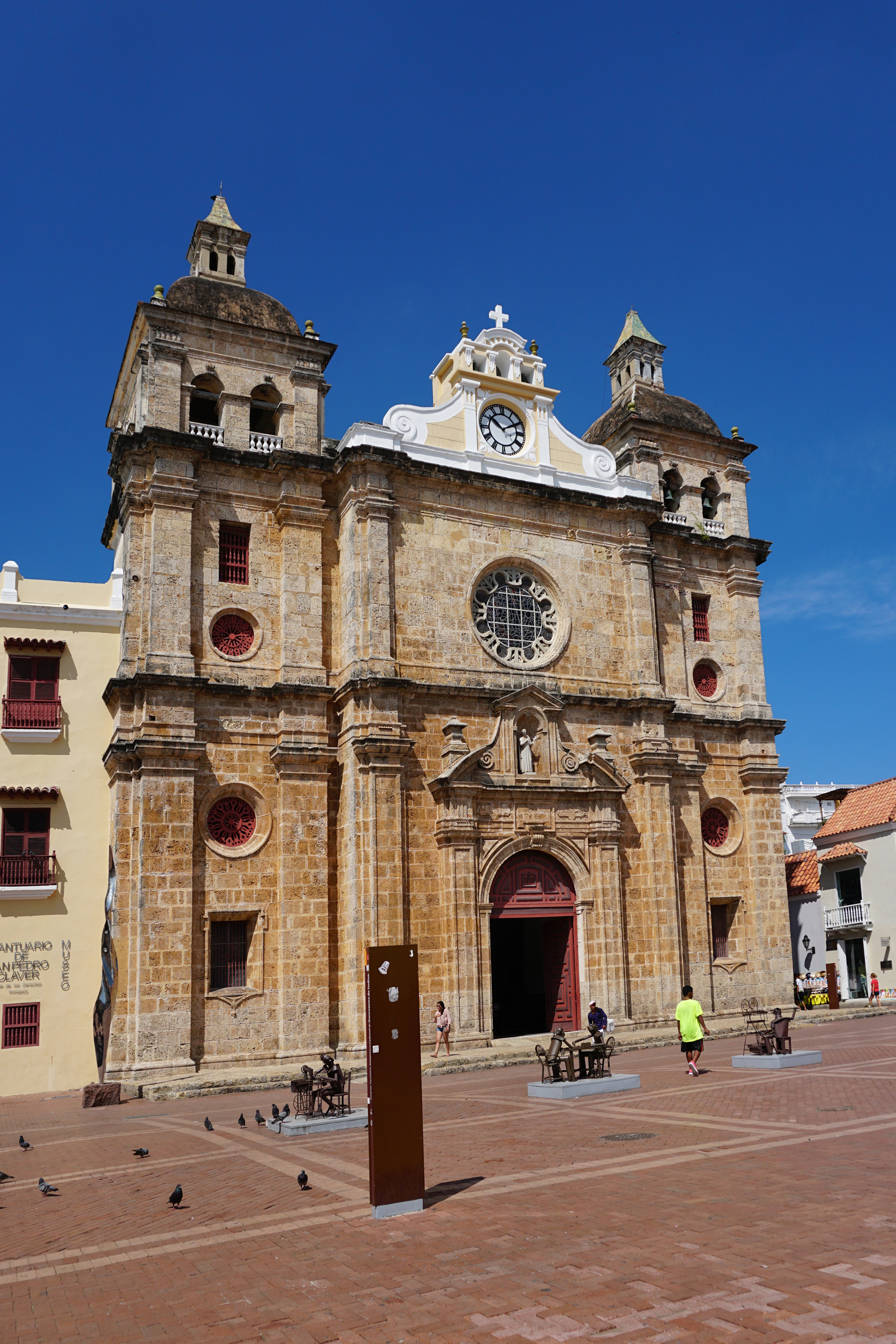
聖佩德羅·克拉弗教堂
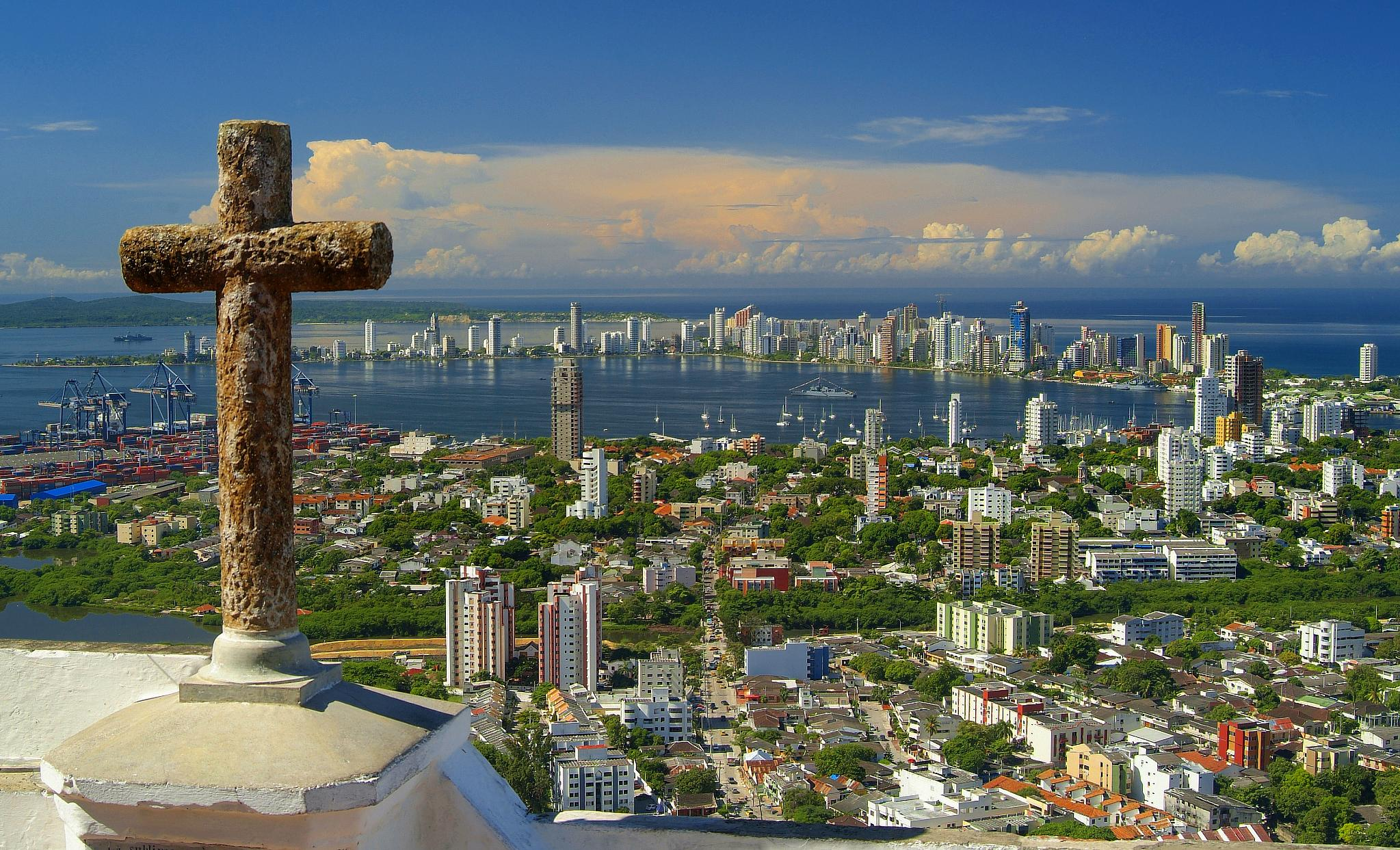
拉波帕山

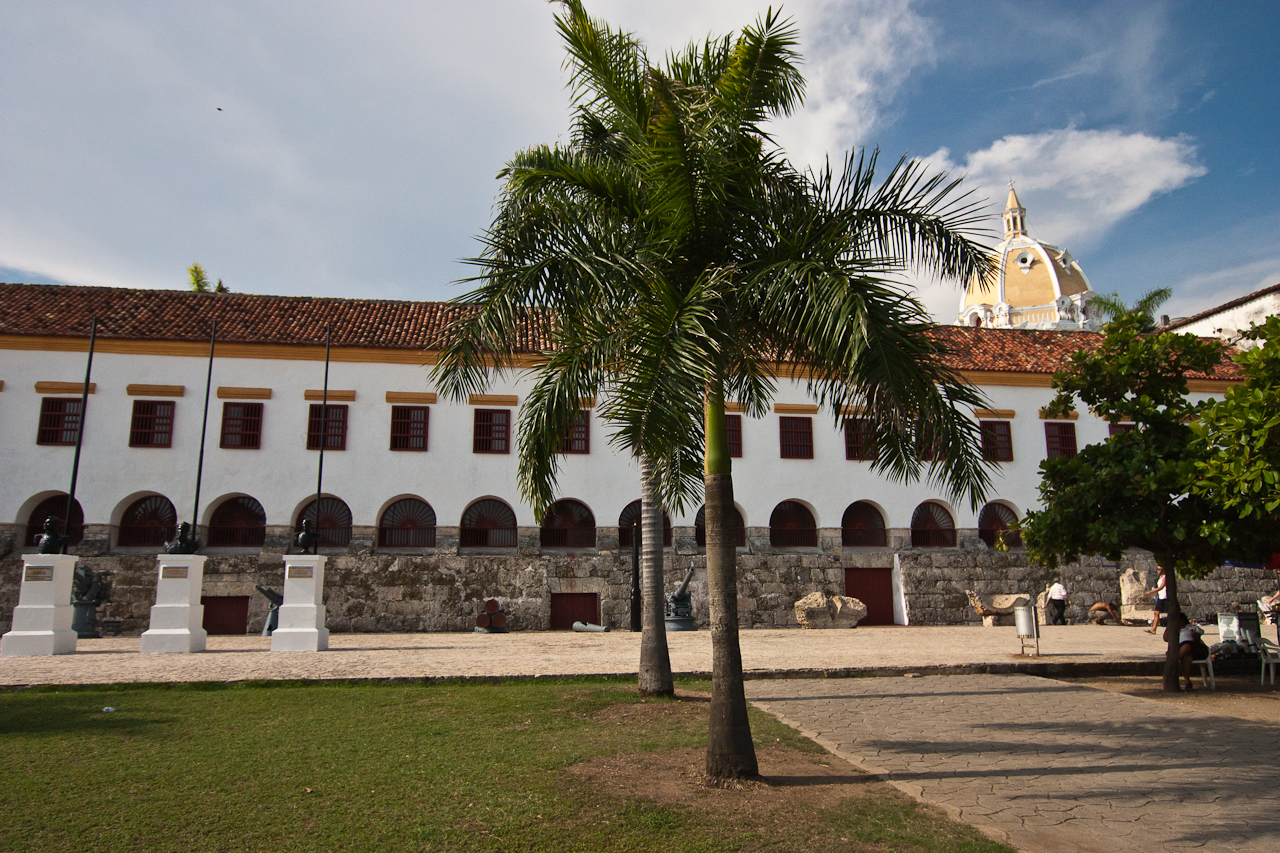
海軍博物館
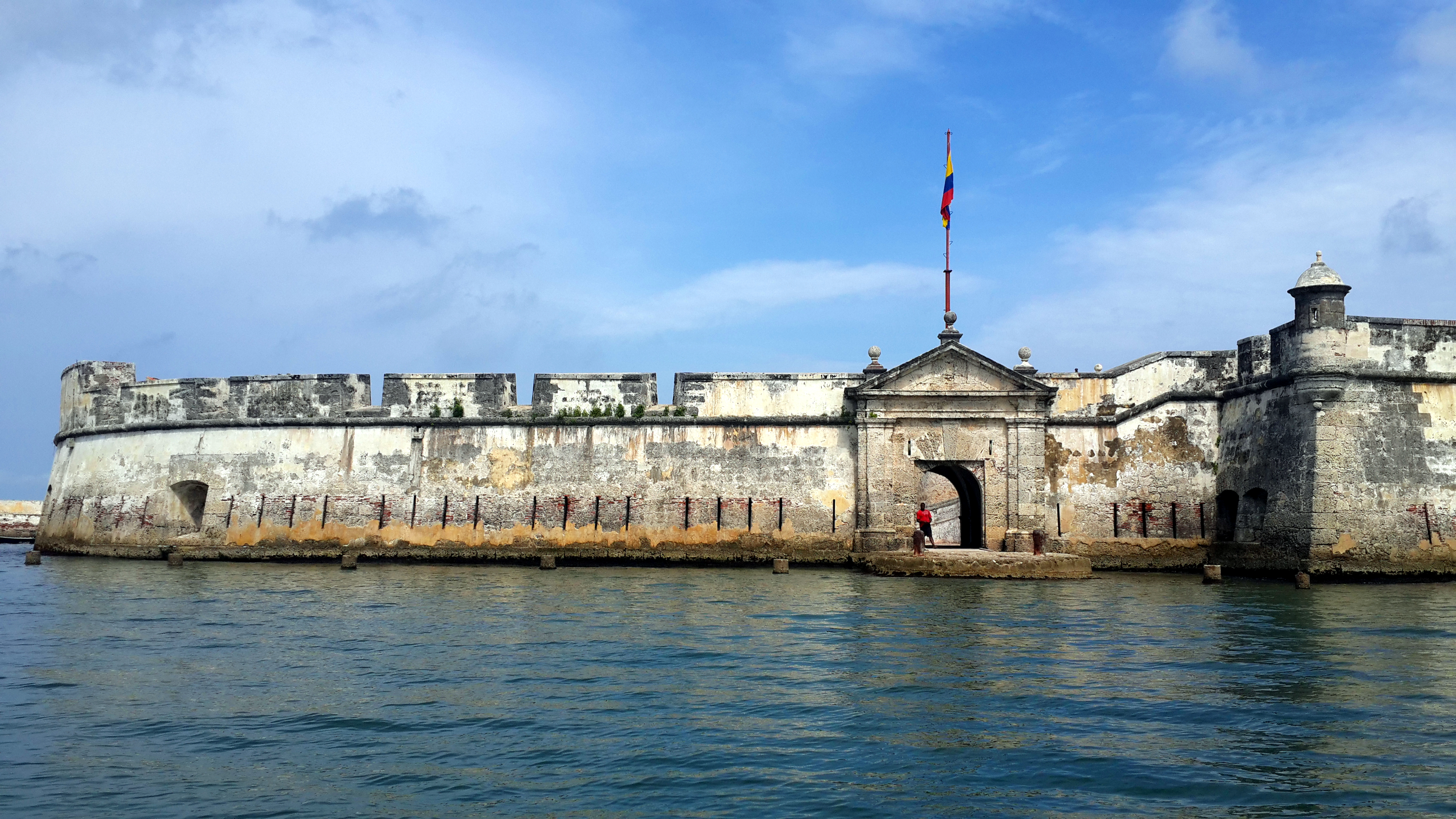
位於港岸旁的要塞
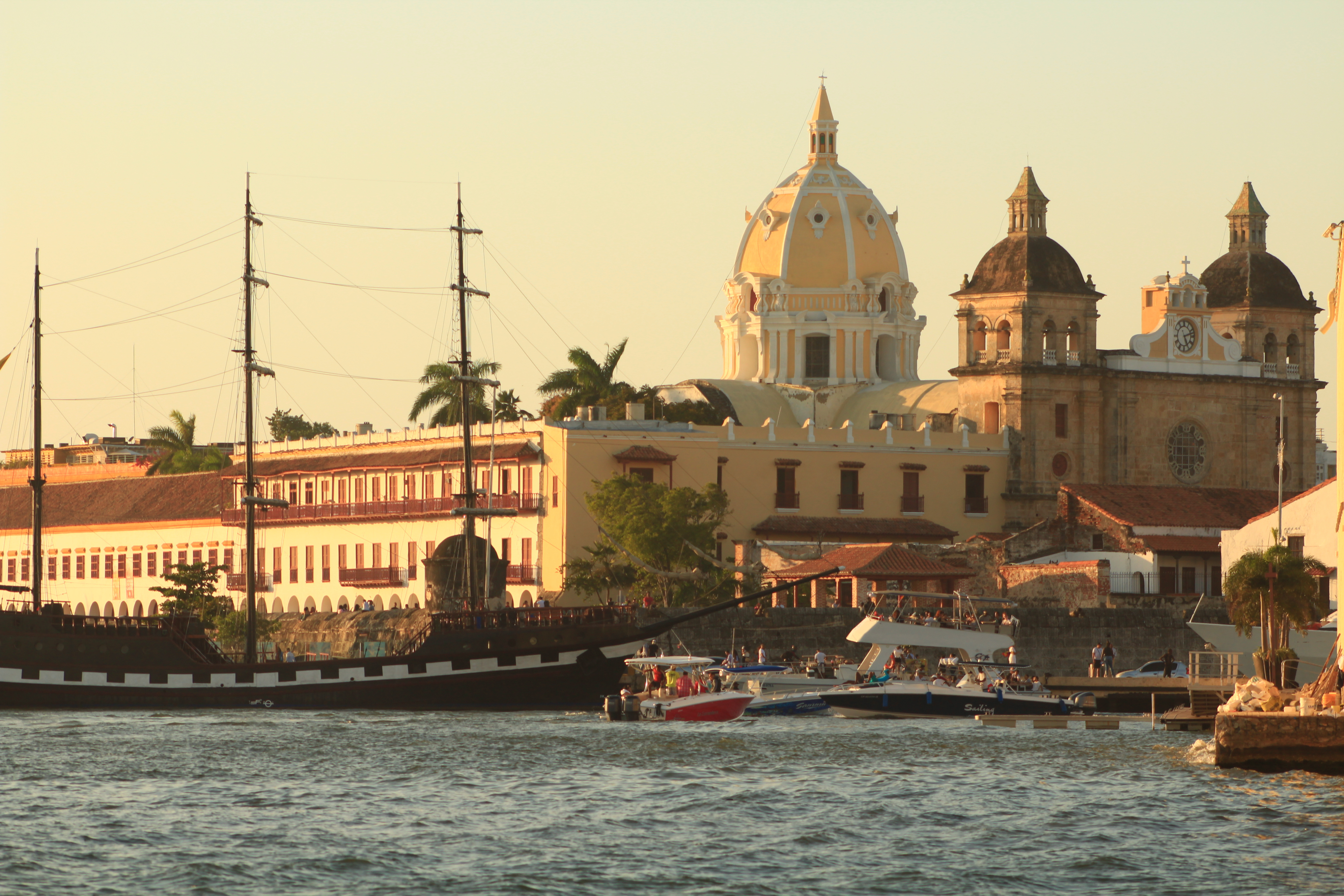
舊城區一景
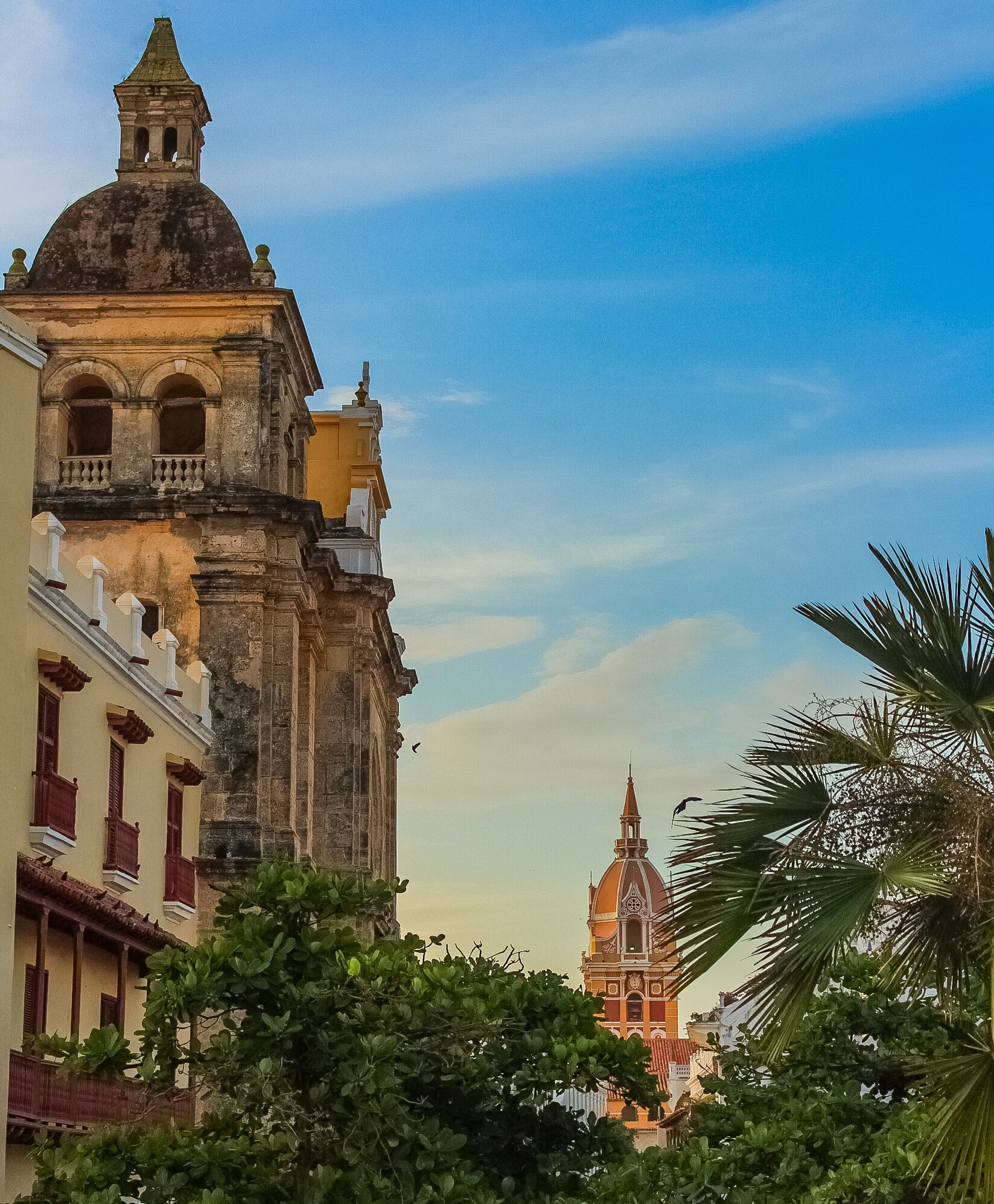
舊城區一景

## 友好城市
| - 西班牙塞维利亚 |  | - 美国科勒尔盖布尔斯 |  | - 美国圣奥古斯丁 |

## 流行文化中出現的卡塔赫納

### 文學
- 拉斐爾·薩巴提尼:《血液上尉：他的奧德賽》(1922)：
- 桑多爾·卡尼亞迪:《Románc》(1983)：
- 加布列·賈西亞·馬奎斯:《愛在瘟疫蔓延時》(1985)
- 加布列·賈西亞·馬奎斯:《關於愛與其他的惡魔》(1994)
- 布萊恩·傑克斯:《天使的命令》(2003)
- 大衛·米切爾:《骨時鐘》（2014）
- 克勞蒂亞·阿曼瓜爾:《卡塔赫納》（2015）

### 影視劇
- 《奎馬達》（Queimada） (1969)，
- 《綠寶石》(1984)
- 《邁阿密風雲》(1985)
- 《教會》(1986)
- 《霍乱时期的爱情》(2007)
- 《重返犯罪現場》(2008)。
- 《教訓一吻》（2011年）
- 《雙子殺手》(2019)
- 《印度群島的女王和征服者》（2020）

### 電子遊戲
- 《秘境探險3：德瑞克的騙局》第 2 章和第3章

## 扩展阅读
- 西印度群岛卡塔赫纳城与海湾地图 （页面存档备份，存于）

- Reference volumes and maps regarding the history of Cartagena. Library of the Royal Geographical Society of South Australia
- （西班牙語） Cartagena City Government website
- Map of the City and Bay of Cartagena de las Indias （页面存档备份，存于） from 1735